# Makkabeusok második könyve
A Makkabeusok második könyvét közvetlenül Jézus születése előtti évtizedekben, valószínűleg görögül írta a Cirénusbeli Jason, Júdás, a körülötte lévő Makkabeusok és általában a zsidóság Antiokhosz általi nyomorgatása történetének vallásos összefoglalásaként. A római katolikus, ortodox és kopt egyházak szerint része a bibliai kánonnak, a protestáns felekezetek többsége azonban apokrifnak tekinti. Történelmi szempontból nem annyira megbízható, mint az első könyv.

## Témája
A könyv egy a Palesztinában élő zsidók által a kelet-egyiptomi zsidóknak, a Templom Kr. e. 165-ben való felújításának emlékére írt levéllel kezdődik és beszámol a nyomorgatáshoz vezető szenvedésekről, amiket két mártír halála követett és végül egy hosszú rész Júdás dicsőséges munkásságával, látomásával és Antiokus borzasztó halálával fejeződik be.

## Mondanivalója
A Makkabeusok második könyve inkább a vallás szemszögéből íródott. Valószínűleg farizeus körökből keletkezett a könyv. Jól megvilágítja a korabeli zsidók teremtésről, feltámadásról, halottakért való imádkozásról, Isten haragjának a zsidó mártírok szenvedése általi enyhítéséről való hiteit.

## Művészet
- Händel egyik népszerű oratóriumának címe Júdás Makkabeus.